# Gioacchino Cocchi
Gioacchino Cocchi (* 1712 vermutlich in Neapel; † 11. September 1796 in Venedig) war ein italienischer Komponist.

## Leben
Über seine Kindheit ist nichts bekannt. Mit einiger Sicherheit studierte er ab 1735 bei Giovanni Veneziano am Conservatorio di Santa Maria di Loreto in Neapel. Seine ersten ernsten und komischen Opern schrieb er ab 1739 für Neapel und Rom. Er heiratete die florentinische Sopranistin Elisabetta Giani, die 1746 auch in seiner Oper I due fratelli beffati auftrat. 1747 komponierte er für Neapel die komische Oper La maestra, die sich als sein größter Erfolg erweisen sollte und noch 1752 bis 1754 während des Buffonistenstreits unter dem Titel La scaltra governatrice von der Operntruppe Eustachio Bambinis in Paris aufgeführt wurde.
Anfang der 1750er Jahre wurde er maestro di coro am Ospedale degl’Incurabili in Venedig. Hierfür komponierte er eine Reihe von Oratorien, Motetten und anderen geistlichen Werken, gab aber die Komposition von Opern nicht auf. 1757 erhielt er den Auftrag für die Eröffnungsoper Zoe des Teatro San Benedetto.
Im Jahr 1757 reiste er nach London. Hier wurde er Musikdirektor am King’s Theatre. Auch hier komponierte er mehrere eigene Opern und trug zu Pasticci bei. Charles Burney lobte einige dieser Aufführungen. 1762 wurde er als Musikdirektor durch Johann Christian Bach abgelöst, blieb jedoch noch zehn weitere Jahre in London. Er hatte guten Erfolg als Musiklehrer und veröffentlichte mehrere Sammlungen von vokalen und instrumentalen Lehrwerken. Außerdem leitete er die Abonnementskonzerte von Teresa Cornelys im Carlisle House am Soho Square, wo er mit der Familie Mozart zusammentraf. Erst 1772 kehrte er nach Venedig zurück.
Seine Werke wurden erfolgreich in Neapel, Rom, Padua, Bologna, Venedig, Paris, Wien, Berlin, London u. a. aufgeführt. Von seinem äußerst umfangreichen Schaffen sind einige Kirchenmusiken und etwa 50 Opern überliefert. In einer modernen Ausgabe ist bislang lediglich die Oper Li matti per amore erschienen.

## Werke

### Opern
- La Matilde, commedia per musica; Libretto: Antonio Palomba; Winter 1739, Neapel, Teatro dei Fiorentini
- Adelaide, dramma per musica; Libretto: Antonio Salvi; 12. Januar 1743, Rom, Teatro delle Dame
- L’Elisa, commedia per musica; Libretto: Antonio Palomba; Herbst 1744, Neapel, Teatro dei Fiorentini
- L’Irene, commedia per musica; Libretto: Domenico Canicà; Frühling 1745, Neapel, Teatro dei Fiorentini
- Baiazette, dramma per musica; Libretto: Agostino Piovene; 8. Januar 1746, Rom, Teatro delle Dame; überarbeitet als Tamerlano
- L’ipocondriaco risanato, intermezzi per musica; Karneval 1746, Rom, Teatro Valle
- I due fratelli beffati, commedia per musica; Libretto: Eugenio Pigrugispano; Winter 1746, Neapel, Teatro Nuovo
- La maestra, commedia per musica; Libretto: Antonio Palomba; Frühling 1747, Neapel, Teatro Nuovo; mehrfach überarbeitet
- Merope, dramma per musica; Libretto: Apostolo Zeno; 20. Januar 1748, Neapel, Teatro San Carlo
- Siface, dramma per musica; Libretto: Pietro Metastasio; 30. Mai 1748, Neapel, Teatro San Carlo
- Arminio, dramma per musica; 7. Januar 1749, Rom, Teatro Argentina
- Farsetta in musica; Libretto: Angelo Lungi; 7. Januar 1749, Rom, Teatro Valle; überarbeitet als Il terrazzano und Le nozze di Ser Niccolò
- La serva bacchettona, commedia per musica; Libretto: Antonio Palomba; Frühling 1749, Neapel, Teatro dei Fiorentini
- Il finto turco, commedia per musica; Libretto: Antonio Palomba; Herbst 1749, Neapel, Teatro dei Fiorentini
- Siroe, dramma per musica; Libretto: Pietro Metastasio; 26. Dezember 1749, Venedig, Teatro San Giovanni Grisostomo
- La Gismonda, commedia per musica; Libretto: Antonio Palomba; Frühling 1750, Neapel, Teatro dei Fiorentini
- La mascherata, dramma comico per musica; Libretto: Carlo Goldoni; 27. Dezember 1750, Venedig, Teatro San Cassiano
- Le donne vendicate, dramma giocoso per musica; Libretto: Carlo Goldoni; 30. Januar 1751, Venedig, Teatro San Cassiano
- Nitocri, dramma per musica; Libretto: Apostolo Zeno; Karneval 1752, Torino, Teatro Regio
- Il tutore, componimento giocoso per musica; 1752, Rom, Teatro Valle
- Sesostri, re d’Egitto, dramma per musica; Libretto: Pietro Pariati; 30. Mai 1752, Neapel, Teatro San Carlo
- Il finto cieco, melodramma; Libretto: Pietro Trinchera; Herbst 1752, Neapel, Teatro Nuovo
- L’impostore, opera buffa (zusammen mit Giuseppe Scarlatti; Zuschreibung zweifelhaft); 1752, Barcelona, Santa Cruz
- Semiramide riconosciuta, dramma per musica; Libretto: Pietro Metastasio; 3. Februar 1753, Venedig, Teatro San Cassiano; überarbeitet 1771 in London
- La serva astuta, commedia per musica (zusammen mit Pasquale Errichelli); Libretto: Antonio Palomba; Frühling 1753, Neapel, Teatro dei Fiorentini
- La Rosmira fedele, dramma per musica; Libretto: Silvio Stampiglia; 30. Mai 1753, Venedig, Teatro San Samuele
- Il pazzo glorioso, dramma giocoso per musica; Libretto: Carlo Goldoni; Herbst 1753, Venedig, Teatro San Cassiano
- Gli amanti gelosi, opera buffa (Zuschreibung zweifelhaft); 17. Dezember 1753
- Antigono, dramma per musica (Zuschreibung zweifelhaft); Libretto: Pietro Metastasio; Karneval 1754, Bergamo,
- Le nozze di monsù Fagotto, intermezzi per musica; Libretto: Angelo Lungi; Karneval 1754, Rom, Teatro Valle
- Tamerlano, dramma per musica (Bearbeitung von Baiazet, zusammen mit Giovanni Battista Pescetti); Libretto: Agostino Piovene; Karneval 1754, Venedig, Teatro San Samuele
- Il terrazzano, intermezzi per musica (Bearbeitung von Farsetta in musica); Karneval 1754, Florenz, Teatro del Cocomero
- Demofoonte, dramma per musica; Libretto: Pietro Metastasio; 23. Mai 1754, Venedig, Teatro San Salvatore
- Li matti per amore, dramma giocoso per musica; Libretto: Carlo Goldoni nach Gennarantonio Federicos Amor vuol sofferenza; Herbst 1754, Venedig, Teatro San Samuele; überarbeitet als Il signor Cioè
- La burla da vero, intermezzo (Zuschreibung zweifelhaft); 23. September 1754; Madrid, Buen Retiro
- Andromeda, dramma per musica; Libretto: Vittorio Amedeo Cigna-Santi; Karneval 1755, Torino, Teatro Regio
- Il cavalier errante, dramma giocoso per musica; Libretto: A. Medici; Karneval 1755, Ferrara, Teatro Bonacossi
- Artaserse, dramma per musica; Libretto: Pietro Metastasio; Messe 1755, Reggio Emilia, Teatro Comunale
- Il signor Cioè, dramma giocoso per musica (Bearbeitung von Li matti per amore); Sommer 1755, Modena, Teatro Rangoni
- Zoe, dramma per musica; Libretto: Francesco Silvani; 26. Dezember 1755, Venedig, Teatro San Benedetto
- Emira, dramma per musica; 31. Januar 1756, Mailand, Regio Ducal Teatro
- Demetrio, re di Siria (zusammen mit anderen Komponisten); Libretto: Pietro Metastasio; 1757, London, King’s Theatre am Haymarket
- La governatrice scaltra, dramma giocoso per musica (Pasticcio); Libretto: Antonio Palomba und Carlo Goldoni; Herbst 1757, Vigevano, Teatro
- Zenobia, dramma per musica; Libretto: Pietro Metastasio; 10. Januar 1758, London, King’s Theatre am Haymarket
- Issipile, dramma per musica; Libretto: Pietro Metastasio; 14. Mai 1758, London, King’s Theatre am Haymarket
- Il Ciro riconosciuto, dramma per musica; Libretto: Pietro Metastasio; 3. Februar 1759, London, King’s Theatre am Haymarket
- The favourite songs in the opera call’d Farnace, Druckausgabe einiger Arien der Oper Farnace von Davide Perez, eine Arie stammt von Cocchi; um 1759[2]
- Le nozze di Ser Niccolò, farsetta per musica (Bearbeitung von Farsetta in musica; Zuschreibung zweifelhaft); 1760, Rom, Teatro della Pace
- La clemenza di Tito, dramma per musica; Libretto: Pietro Metastasio; 15. Januar 1760, London, King’s Theatre am Haymarket
- Antigona, dramma per musica; 17. April 1760, London, King’s Theatre am Haymarket
- Erginda, dramma per musica; Libretto: Matteo Noris; 31. Mai 1760, London, King’s Theatre am Haymarket
- Arianna e Teseo, dramma per musica (Pasticcio); Libretto: Francis Colman und Pietro Pariati; 16. Dezember 1760, London, King’s Theatre am Haymarket
- Tito Manlio, dramma per musica; Libretto: Gaetano Roccaforte; 7. Februar 1761, London, King’s Theatre am Haymarket
- Alessandro nell’Indie, opera seria; Libretto: Pietro Metastasio; 13. Oktober 1761, London
- Tolomeo, re d’Egitto, dramma per musica (Pasticcio); Libretto: Nicola Francesco Haym; 2. Januar 1762, London, King’s Theatre am Haymarket
- Le nozze di Dorina, o sia Qui tra due litiganti il terzo gode, opera comica; Libretto: Carlo Goldoni; 1. Februar 1762, London, King’s Theatre am Haymarket
- La famiglia in scompiglio, dramma giocoso; Libretto: Giovan Gualberto Bottarelli; 3. April 1762, London, King’s Theatre am Haymarket
- La maestra, intermezzo in musica (zusammen mit Francesco Corbisiero); Libretto: Antonio Palomba; Karneval 1784, Florenz, Teatro degli Arrischiati
- Il cavalier Bertone, intermezzo (Zuschreibung zweifelhaft); Libretto: A. Belmuro; 23. September 1784, Madrid, Buen Retiro
- Anagilda

### Oratorien
Alle Oratorien wurde im Ospedale degli Incurabili in Venedig aufgeführt.
- Petri contritio in Passione Domini Nostri Jesu Christi recinenda; Karwoche 1754
- Abel occisus Christi redemptionis figura; Karwoche 1755
- Divinae hypostasis encomium; 1755 und 1784?
- Jerusalem ad Christum Dominum conversa; Karwoche 1756
- Sermo apostolicus post Dominicam Transfigurationem ejus die Festo recurrente; 1756
- Noe; Karwoche 1757
- Mons divinae claritatis; 6. August 1757

### Sonstige geistliche Werke
- Carmina sacra, Motette; 1753
- Sacer dialogus carmine complexus divini amoris et sanctae fidei, Motette; 6. August 1754
- zwanzig weitere Motetten
- Chöre zur Amtseinführung von Papst Clemens XIII., 27. September 1758, Padua, Teatro
- Dixit Dominus, Psalm; 1788
- Laudate pueri Dominum, Psalm
- Domine ad adjuvandum, Psalm

### Serenaten und Kantaten
- Il tempio della gloria; 31. Januar 1759
- La vera lode; 2. Juli 1759, Oxford
- Il merito coronato; 2. Juli 1759, Oxford
- Le speranze della terra; 4. Juni 1761
- Grande serenata; 6. Juni 1761
- Le promesse del cielo; 19. September 1761

### Sonstige Vokalwerke
- Divertimenti, op. 54; 1759, London
- 16 Lieder und Duette, op. 63; 1763, London
- 6 Duette, op. 2; 1764, London
- 15 Duette; um 1765, London
- Nuova collezione per musica vocale, consistente in molti canoni, catchs, terzetti e bacchanali; um 1765, London
- 20 italienische Duette, op. 54; 1767, London
- 12 italienische „Glees“; um 1770, London

### Instrumentalwerke
- 6 Ouvertüren; um 1760, London
- 20 Menuette; London
- 20 Menuette, op. 65; 1763, London
- 6 Duette, op. 3; 1764, London
- 6 Quintette; um 1780, London